# Два года каникул
«Два года каникул» (фр. Deux ans de vacances) — приключенческий роман Жюля Верна, впервые опубликованный в 1888 году в «Журнале воспитания и развлечения» (фр. Magasin d’Éducation et de Récréation).

## Сюжет

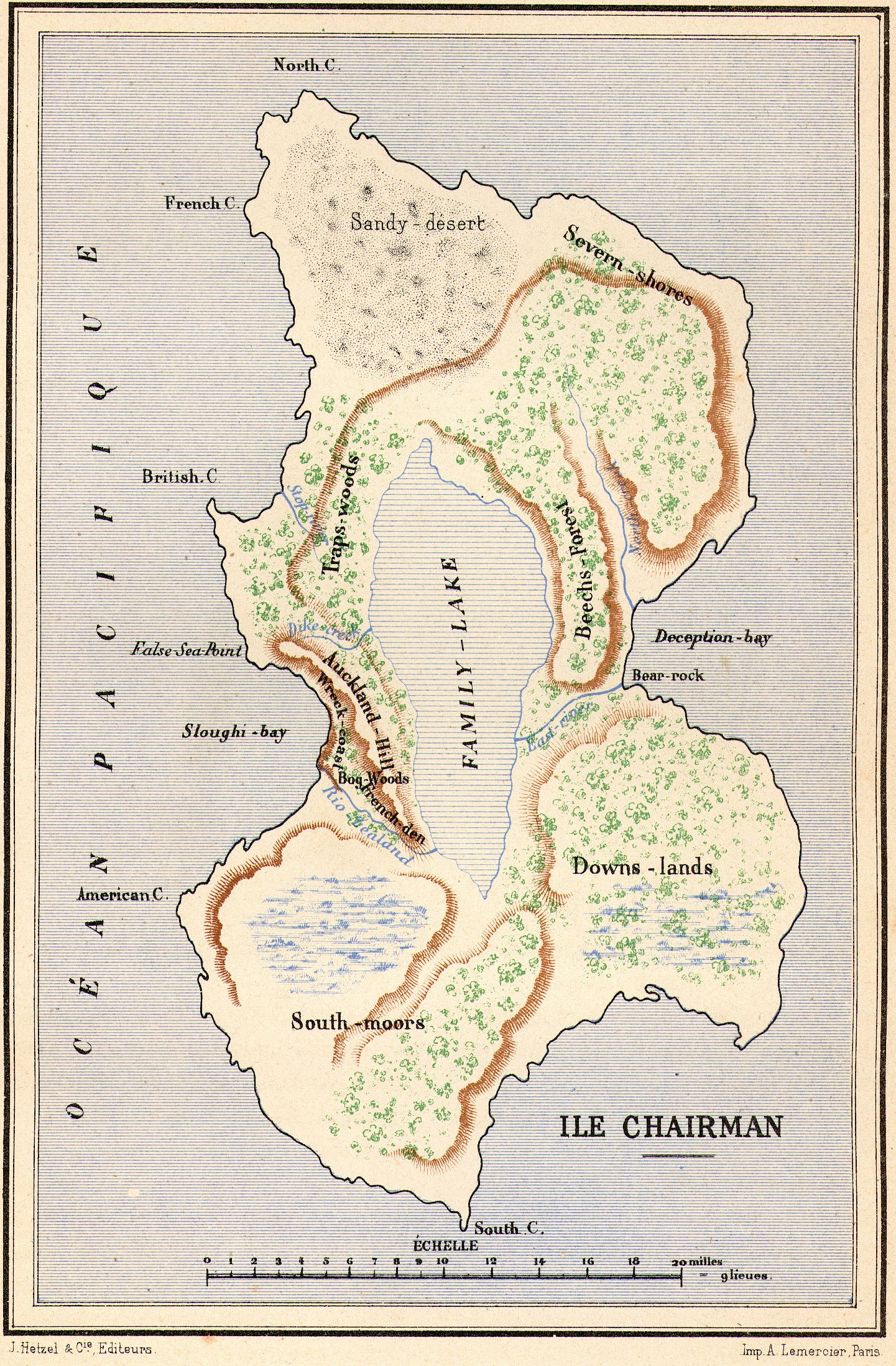
Карта острова Черман создана Леоном Бенетом

Пятнадцать мальчиков в возрасте от восьми до четырнадцати лет из пансиона «Черман» в Окленде (Новая Зеландия) решают провести каникулы в морском путешествии. Ночью дети остаются одни на дрейфующем судне и попадают в шторм. Мальчиков уносит в открытое море, и 10 марта 1860 года они попадают на необитаемый остров в Тихом океане.
На необитаемом острове мальчики не впадают в отчаяние, а пытаются выжить, применяя смекалку и знания. Они строят плот, на котором перевозят все запасы в найденное убежище — грот. Герои занимаются рыбалкой, охотой, загоняют в отстроенный сарай скот, заготавливают продукты впрок, делают из тюленьего жира свечи. Среди местной флоры знающие ботанику определяют полезные растения, чайное дерево, а благодаря сахарному дереву кулинар Моко готовит сладости.
Герои устраивают выборы начальника: в первый год им становится Гордон, второй — Бриан. Старшие берут на себя роль наставников и учат младших различным наукам. Из развлечений — чтение книг, катание на коньках по замёрзшему озеру, путешествие по острову. Изучая остров, юные робинзоны дают всем уголкам острова (рекам, озеру, заливам) географические названия, а сам остров называют Черман в честь своего пансиона. Мальчики проявляют отвагу при отражении ночного нападения диких животных на их лагерь.
Идиллию спокойной жизни мальчиков нарушают разбойники, терпящие кораблекрушение и спасающиеся на том же острове. Герои организовывают им вооружённый отпор. Им помогают двое взрослых, боцман Ивенс и служанка Кэт, бежавшие из плена пиратов. После победы юные герои ремонтируют лодку, доставшуюся от разбойников, на которой покидают остров. Вскоре в море их подбирает корабль, который 25 февраля 1862 года доставляет мальчиков на родину в Окленд.

## История создания
Жюль Верн начал работу над романом в 1886 году с целью завершить цикл о «робинзонах». В романах этого цикла он рассказывает о коллективном труде людей, попавших на необитаемый остров, находящихся вдали от цивилизованного общества. Человек всё время вынужден вступать в контакт с природой. Здесь — все за одного, один за всех. Возможно, один из героев — француз Бриан — получил имя в честь давнего приятеля Жюля Верна политического деятеля Аристида Бриана.

## Издания
Впервые роман опубликован в журнале Пьера-Жюля Этцеля «Magasin d’Éducation et de Récréation» в 24 частях 1 января — 15 декабря 1888 года с иллюстрациями Леона Бенета. Также произведение вышло в свет ещё в трёх книгах: 18 июня 1888 (с предисловием автора), 8 ноября 1888 года и 19 ноября 1888 года (иллюстрированное издание; двадцать третий том «Необыкновенных путешествий»).

### На русском языке
На русском языке роман представлен в следующих переводах:
- Жюль Верн. Два года каникул / перевод З. Потаповой. — Два года каникул. Лотерейный билет № 9672. — Ладомир, 1994. — Т. 8. — С. 5—270. — 432 с. — (Неизвестный Жюль Верн). — 100 000 экз. — ISBN 5-86218-107-5.
- Жюль Верн. Два года каникул / перевод Е. Киселёва. — М.: Энас-книга, 2016. — 304 с. — (Мировая книжка). — 4000 экз. — ISBN 978-5-91921-377-2.
- Жюль Верн. Два года каникул / перевод Т. Райля. — М.: Вече, 2024. — 432 с. — (Мастера приключений). — 1500 экз. — ISBN 978-5-4484-3982-7.

## Экранизации
- 1962 — «Два года каникул» / Dos años de vacaciones (Испания, Мексика), режиссёр — Эмилио Гомес Муриэль[3].
- 1964 — «Два года каникул» / Iki Sene Mektep Tatili (Турция), режиссёр — Ильмаз Атадениз[4].
- 1966 — «Похищенный дирижабль» / Ukradená vzducholoď (Чехословакия), режиссёр — Карел Земан.
- 1970 — «Странные каникулы» / Strange Holiday (Австралия), режиссёр — Менде Браун[5].
- 1974 — «Пираты Тихого океана» / Piratii din Pacific (Франция, ФРГ, Румыния), режиссёры — Жиль Гранжье, Серджиу Николаеску, Николае Коржос[6].
- 1987 — аниме «Маленькие путешественники» / 十五少年漂流記 (Япония).
- 1995 — мультсериал «Планета динозавров» / 恐竜冒険記ジュラトリッパ (Япония) основан на романе.
- 2001 — аниме «Выжить на необитаемой планете» / Mujin Wakusei Survive (Япония).

## Культурное влияние
- В 1978 году в КНДР вышел анонимный приключенческий роман «Повесть о пятнадцати мальчишках и девчонках»[7][8] основная сюжетная линия которого во многом совпадает с романом «Два года каникул»; авторство этой книги приписывается Ким Ир Сену.
- Сценарист аниме-сериала Digimon Adventure Сатору Нисидзоно признался, что идею для сюжета сериала ему навеял роман «Два года каникул»[9].
- Вопрос выживания и соперничества мальчиков отразился в книге 1954 года Уильяма Голдинга «Повелитель мух».